# Kanal - Centre Pompidou
Pour les articles homonymes, voir Kanal.
Kanal - Centre Pompidou est un musée d'art moderne et contemporain installé dans le centre de Bruxelles, près du canal Charleroi-Bruxelles, dans l'ancien garage Citroën. L'ouverture définitive est prévue pour le 28 novembre 2026. Pendant les rénovations, le musée reste ouvert à son lieu temporaire K1, 1 Avenue du Port.

## Porteurs du projet
Initié par le gouvernement de la région de Bruxelles-Capitale, le projet est mis en place par la Fondation Kanal, en collaboration avec la fondation CIVA, et le Centre Pompidou.

## Rénovation du bâtiment
Le bâtiment choisi est un ancien garage construit pour la société Citroën en 1934 sous la direction de Maurice-Jacques Ravazé (1885-1945), assisté de Marcel Van Goethem et Alexis Dumont, les travaux ayant été supervisés à l'époque par la société luxembourgeoise des Anciens établissements Paul Wurth : les locaux font 16 000 m2, et comprennent à partir du sol cinq étages, entourés de baies vitrées. Le bâtiment est classé et reste un témoignage important de l'architecture des années 1930.
Le musée est pré-ouvert le 4 mai 2018, dans le cadre d'une première phase d'exposition appelée « Kanal Brut », dans des locaux non-rénovés mais totalement sécurisés. Les locaux offrent alors aux visiteurs la possibilité d'admirer des sculptures et des installations d'artistes contemporains, dont un studio de cinéma réalisé spécialement par Michel Gondry et des maquettes du projet. Les autres œuvres exposées et mises en situation proviennent pour partie du fonds du Centre Pompidou.
Après plusieurs mois d'ouverture et l'exposition de plus de 300 œuvres, le bâtiment sera ensuite fermé en juin 2019 pour de vastes travaux de rénovation.
La réouverture du musée sous sa forme définitive est prévue pour le 28 novembre 2026.
Le musée est dirigé par une équipe collégiale animée par Yves Goldstein et Kasia Redzisz.

## Galerie

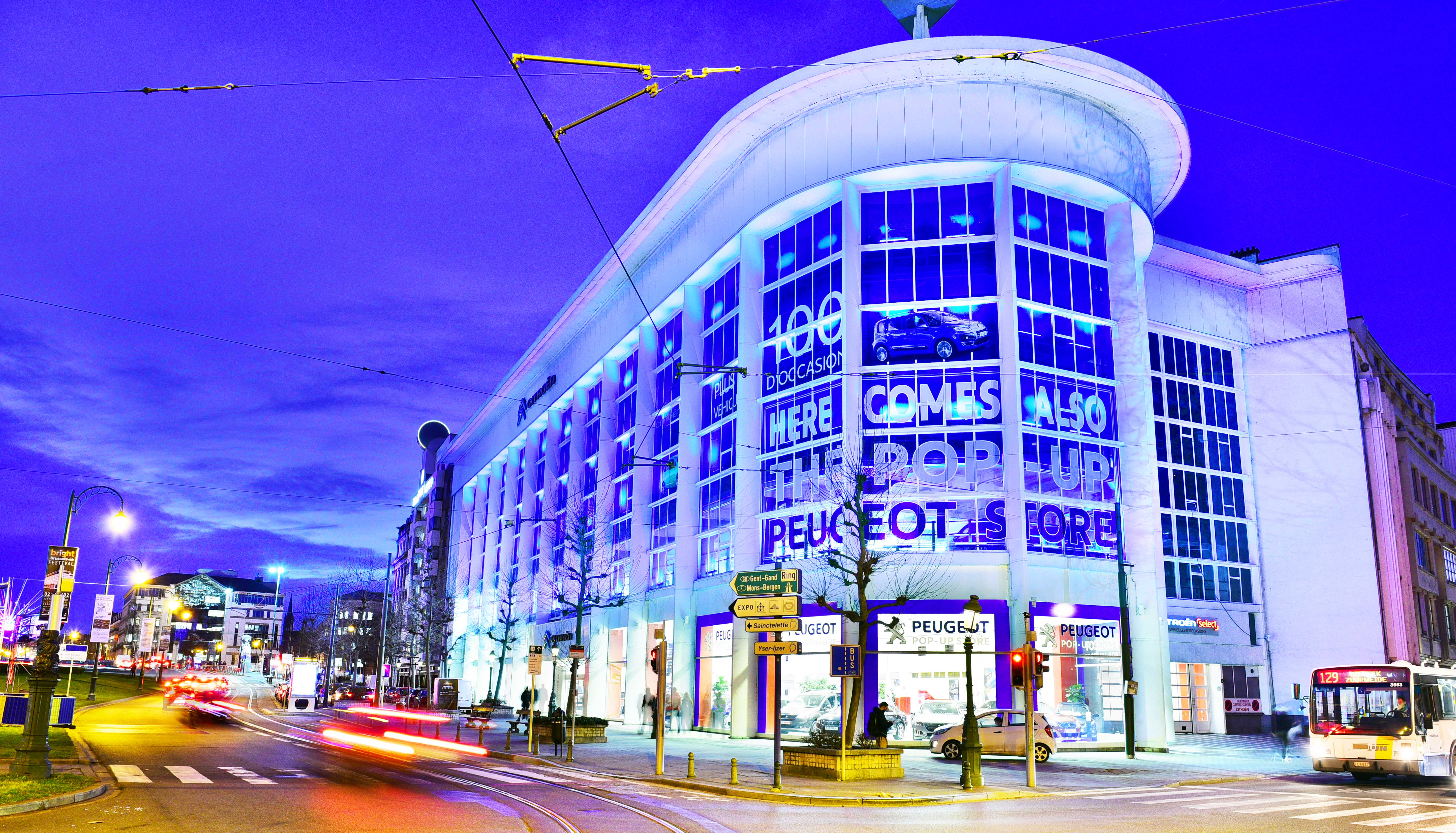
Façade de l'ancien garage Citroën (fermé en 2017) vue de nuit place de l'Yser.
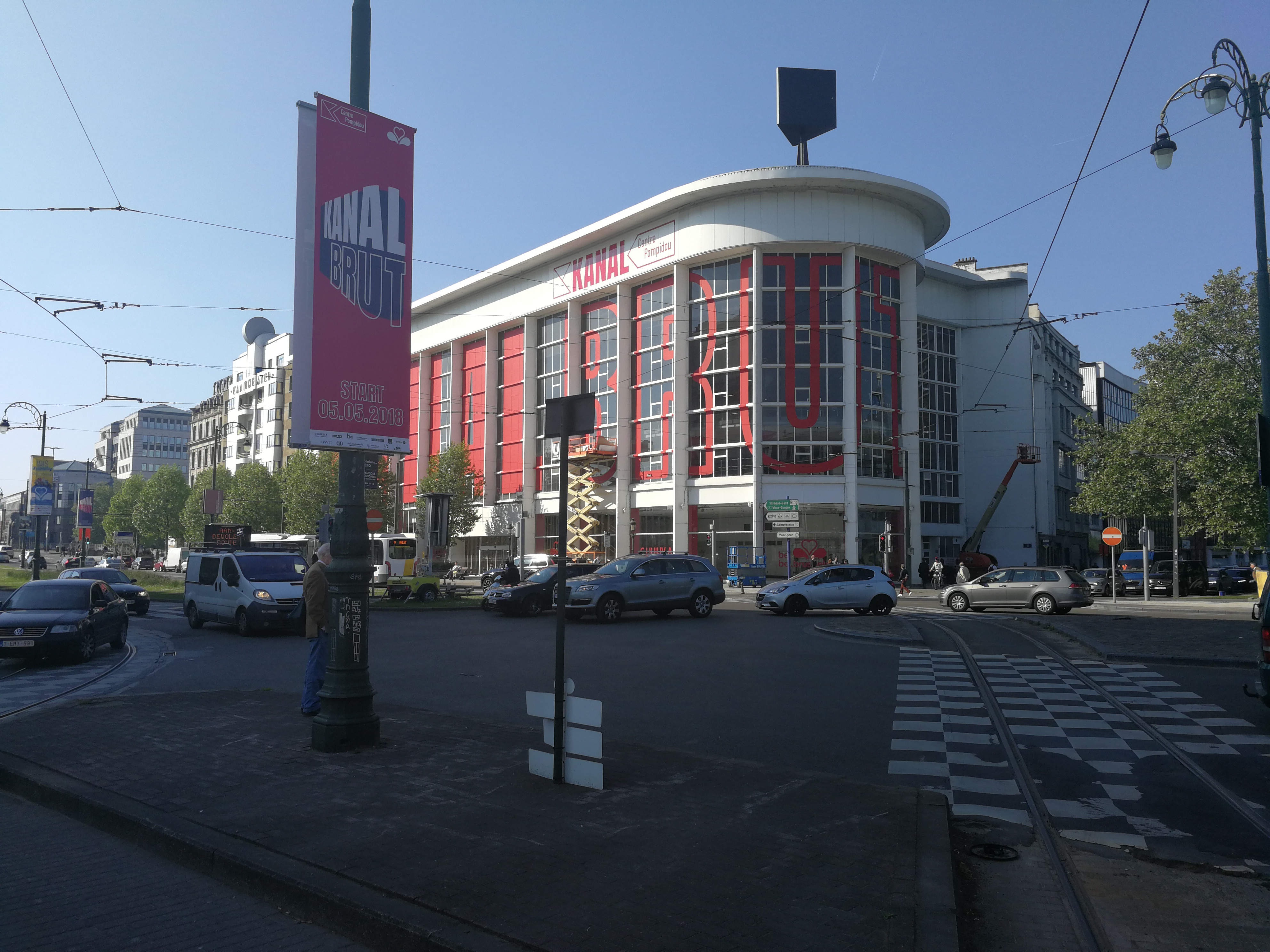
Façade réhabilitée pour le lancement de Kanal Brut (mai 2018).

## Critiques
Dès l'origine, le projet est vivement critiqué par certains acteurs du monde culturel, notamment le directeur des musées royaux des Beaux-Arts, Michel Draguet. Ceux-ci le jugent trop politisé et critiquent la collaboration avec le Centre Pompidou, et dénonce un « démantèlement des établissements scientifiques fédéraux ».
Pour Yves Goldstein, chargé de mission par le gouvernement bruxellois, « ce n’est pas un musée que nous construisons, c’est bien plus que ça. Notre ambition est plus grande. Nous voulons développer un espace au service des Bruxellois, pour vivre, travailler, se rencontrer, se détendre ».

### Articles liés
- Centre Pompidou-Metz
- Centre Pompidou Málaga
- Centre Pompidou West Bund Museum (Shangai)